# Joseph DeCamp
Joseph Rodefer DeCamp (Cincinnati, 5 de noviembre de 1858 - Boca Grande, 11 de febrero de 1923) fue un pintor estadounidense, influido por Frank Duveneck, con quien estudió en su ciudad natal.
En la segunda mitad de los años 1870 fue con Duveneck y sus compañeros estudiantes a la Real Academia de Múnich, luego pasó tiempo en Florencia, Italia, regresando a Boston en 1883.
Fue conocido como un miembro de la escuela de Boston dirigida por Edmund Charles Tarbell y Emil Otto Grundmann, centrándose en la pintura de figuras, y en los años 1890 adoptó el estilo tonalista. Fue fundador de los Ten American Painters, un grupo de impresionistas estadounidenses, en 1897.
Un fuego en 1904 en su estudio de Boston destruyó varios cientos de sus pinturas más antiguas, incluyendo casi todos sus paisajes.

## Enlaces externos

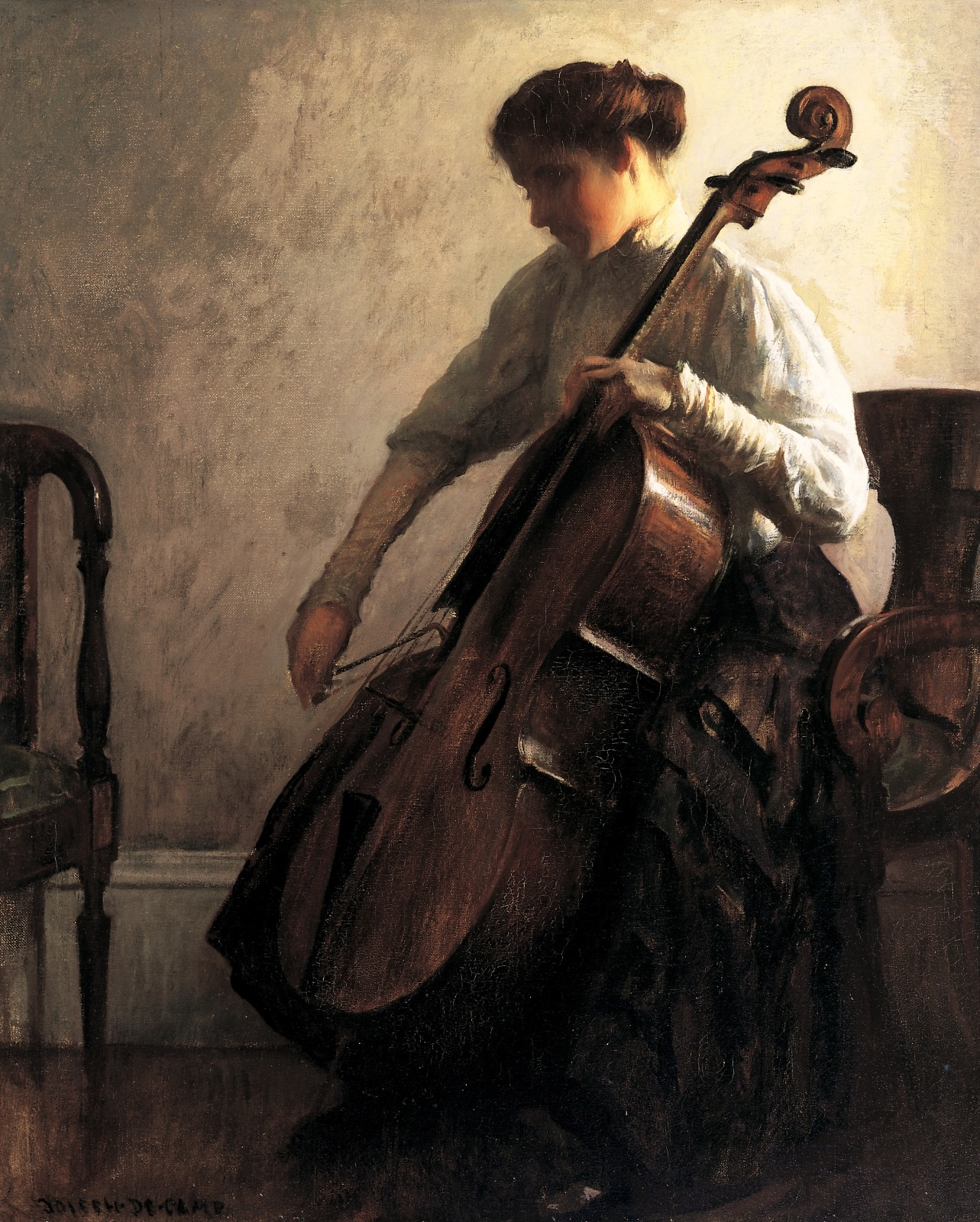
El violonchelista, 1908.